# Clephydroneura karikalensis
Clephydroneura karikalensis là một loài ruồi trong họ Asilidae. Clephydroneura karikalensis được Parui & Das miêu tả năm 1994. Loài này phân bố ở miền Ấn Độ - Mã Lai.